# Chrysanthemum zawadzkii
Chrysanthemum zawadzkii ist eine Pflanzenart aus der Gattung der Chrysanthemen (Chrysanthemum) innerhalb der Familie der Korbblütler (Asteraceae).

## Beschreibung

### Erscheinungsbild und Blatt
Chrysanthemum zawadzkii wächst als ausdauernde krautige Pflanze und erreicht Wuchshöhen von 15 bis 60 Zentimetern. Die selbstständig aufrechten, meist verzweigten Stängel sind im unteren bis mittleren Bereich purpurrot und spärlich und im oberen Bereich dicht flaumig behaart.
Die wechselständig am Stängel angeordneten Laubblätter sind in Blattstiel und Blattspreite gegliedert. Der Blattstiel ist 1 bis 4 Millimeter lang. Bei den unteren bis mittleren Laubblättern ist die Blattspreite bei einer Länge von 1,4 bis 4 Zentimetern und einer Breite von 1 bis 3,5 Zentimetern im Umriss mehr oder weniger breit eiförmig, breit dreieckig oder fast rhomboid und doppelt fiederschnittig. Es sind auf jeder Seite der Mittelrippe zwei bis drei Blattsegmente erster Ordnung vorhanden. Das Endsegment ist gerade oder schief dreieckig mit spitzem oberen Ende. Beide Blattflächen sind gleichfarbig und spärlich behaart oder kahl. Die oberen Laubblätter werden zunehmend kleiner und sind elliptisch oder breit-linealisch und fiederteilig oder ungeteilt.

### Blütenstand, Blüte und Frucht
Die Blütezeit liegt in China zwischen Juli und September. Im lockeren, flach-endenden, zymösen Gesamtblütenstand stehen jeweils zwei bis fünf körbchenförmige Teilblütenstände zusammen. Die Blütenkörbe weisen Durchmesser von 1,5 bis 4,5 Zentimetern auf. Im becherförmigen Involucrum stehen die Hüllblätter in vier Reihen dachziegelartig übereinander. Die Hüllblätter besitzen einen trockenhäutigen weißen oder braunen Rand und sind außen kahl oder höchstens die äußeren spärlich flaumig behaart. Die äußeren Hüllblätter sind bei einer Länge von 3,5 bis 8 Millimetern linealisch oder linealisch-lanzettlich und die mittleren bis inneren bei einer Länge von 3 bis 7 Millimetern mehr oder weniger schmal elliptisch. Spreublätter fehlen. Die Blütenkörbe enthalten eine Reihe fertile, weibliche Zungenblüten (= Strahlenblüten) und viele fertile, zwittrige, gelbe Röhrenblüten (= Scheibenblüten). Die weißen oder purpurroten Zungenblüten besitzen eine 1 bis 2 Zentimeter lange Zunge mit glattem oder winzig ausgerandetem oberen Ende.
Die Früchte reifen in China zwischen Juli und September. Die Achänen sind etwa 1,8 Millimeter lang. Es ist kein Pappus vorhanden.

### Chromosomensatz
Die Chromosomenzahl beträgt 2n = 54 oder 72.

## Verbreitung
Chrysanthemum zawadzkii besitzt einen disjunkten Fundort im östlichen Gebiet des europäischen Teils Russlands und ein großes Areal in Asien bis Japan. Fundorte der Unterarten gibt es in Polen, in der Slowakei, in der Ukraine im östlichen Gebiet des europäischen Teils Russlands, in Ost- sowie West-Sibirien, in Russlands Fernen Osten (Oblast Amur, Region Primorje), in Korea, in der nördlichen Mongolei, in den chinesischen Provinzen Gansu sowie Hebei, Heilongjiang, Jilin, Liaoning, Nei Monggol, Ningxia, Shaanxi, Shandong, Shanxi, auf den japanischen Inseln Hokkaidō, Honshu, Kyushu sowie Shikoku. Entsprechend der Flora of China 2011, bei der die bisherigen Unterarten Synonyme anderen Arten sind, gehören Korea sowie Russlands Ferner Osten nicht zum Verbreitungsgebiet.

## Systematik und botanische Geschichte
Diese Art wurde 1829 vom Botaniker und Militärarzt Franz Herbich (1791–1865) in Ost-Galizien in den Pieniny-Bergen der westlichen Karpaten (heute Polen) entdeckt und das Herbarmaterial am Herbarium der Ivan Franko Nationalen Universität von Lwiw (heute in der Ukraine) hinterlegt. Die Erstbeschreibung erfolgte 1831 durch Herbich. Das Artepitheton zawadzkii ehrt Aleksander Zawadzki (1798–1868), einen Botanikprofessor in Lwiw.  Die lange Zeit verwendete Schreibweise Chrysanthemum zawadskii beruht auf einem Irrtum, der auf Nikolai Nikolaievich Tzvelev zurückgeht. Sie ist seit 1961 in der Literatur und in Datenbanken zu finden. Erst 2014 klärten Zbigniew Szeląg und Yuriy Kobiv den botanischen Namen. Keiner der von Herbich 1829 gesammelten Herbarbelege dieser Art konnte von Szeląg und Kobiv wiedergefunden werden. Die Lektotypifizierung durch diese Autoren erfolgte anhand der Illustration bei Herbich 1831 und des Herbarbelegs mit der Sammelnummer LW 214045.
Synonyme von Chrysanthemum zawadzkii Herbich sind: Chrysanthemum gmelinii Ledeb. ex Turcz., Chrysanthemum hwangshanense Y.Ling, Chrysanthemum maximoviczianum var. dissectum Y.Ling, Chrysanthemum naktongense var. dissectum (Y.Ling) Hand.-Mazz., Chrysanthemum sibiricum (DC.) Fisch. ex Kom., Chrysanthemum sibiricum var. acutilobum (DC.) Kom., Chrysanthemum sibiricum var. gmelinii (Ledeb. ex Turcz.) Nakai, Chrysanthemum zawadskii subsp. acutiobum (DC.) Kitag., Dendranthema zawadskii (Herbich) Tzvelev, Leucanthemum sibiricum DC., Leucanthemum sibiricum var. acutilobum DC., Pyrethrum zawadskii (Herbich) Nyman.
Nach dem ersten Fund durch Herbich wurden weitere Formen in Sibirien, in der Mongolei, in China, Korea und Japan entdeckt. Am Anfang stand die 1856 von Maximowicz im Burejagebirge gefundene Form Chrysanthemum zawadzkii subsp. latilobum. In der Folge wurden in dem weiten Verbreitungsgebiet mehrere Unterarten von Chrysanthemum zawadzkii beschrieben. Die folgenden ausgewählten Unterarten werden nicht von allen Autoren akzeptiert, sondern gelten meist als Synonyme anderer Arten:
- Chrysanthemum zawadzkii subsp. acutilobum (DC.) Kitag. (Syn.: Leucanthemum sibiricum var. acutilobum DC.): Sie kommt nur in der Region Primorje sowie in Korea vor.[3]
- Chrysanthemum zawadzkii subsp. coreanum (Nakai) Y.N.Lee (Syn.: Chrysanthemum coreanum Nakai): Sie kommt nur in Korea vor.[3]
- Chrysanthemum zawadzkii subsp. latilobum (Maxim.) Kitag. (Syn.: Chrysanthemum zawadskii var. latilobum (Maxim.) Kitam., Dendranthema zawadskii var. latilobum (Maxim.) Kitam., Leucanthemum sibiricum var. latilobum Maxim.)
- Chrysanthemum zawadzkii subsp. lucidum (Nakai) Y.N.Lee (Syn.: Chrysanthemum lucidum Nakai): Sie kommt nur in Korea vor.[3]
- Chrysanthemum zawadzkii subsp. naktongense (Nakai) Y.N.Lee (Syn.: Chrysanthemum naktongense Nakai, Dendranthema naktongense (Nakai) Tzvelev): Sie kommt nur in der Region Primorye sowie in Korea vor.[3]
- Chrysanthemum zawadzkii subsp. yezoense (Maek.) Y.N.Lee (Syn.: Chrysanthemum arcticum subsp. maekawanum Kitam., Chrysanthemum arcticum var. yezoense Maek., Chrysanthemum yezoense Maek., Dendranthema yezoense (Maek.) D.J.N.Hind, Leucanthemum yezoense (Maek.) Á.Löve & D.Löve): Sie kommt nur in Korea vor.[3]
- Chrysanthemum zawadzkii Herbich subsp. zawadzkii (Syn.: Chrysanthemum sibiricum Turcz. ex DC. nom. inval., Dendranthema zawadskii (Herbich) Tzvelev, Dendranthema zawadskii var. zawadskii)

In der Flora of China 2011 sind Chrysanthemum zawadzkii subsp. naktongense (Nakai) Y.N.Lee, Chrysanthemum zawadzkii subsp. latilobum (Maxim.) Kitag. und Chrysanthemum zawadzkii subsp. latilobum (Maxim.) Kitag. als Synonyme von Chrysanthemum naktongense Nakai angegeben.

## Gartenbauliche Geschichte
Lange Zeit war diese Art nur Botanikern bekannt. In den 1930er Jahren brachten US-amerikanische Züchter unter der Bezeichnung "Chrysanthemum coreanum" erste Gartenformen in den Handel. Diese Art zeichnet sich durch hohe Frosthärte aus und wurde besonders aus diesem Grunde bei der Züchtung von Garten-Chrysanthemen verwendet, um diese härter zu machen. Die Sorten weisen wie die Art rötliche Blütenfarben auf. Sie werden als Chrysanthemum-Koreanum-Hybriden bezeichnet. Manche Autoren führen auch die Chrysanthemum-Rubellum-Hybriden auf Chrysanthemum zawadzkii zurück.